# Rodolfo Arias
Rodolfo Arias (Ciudad de México, 13 de agosto de 1963) es un actor de cine y televisión mexicano.

## Biografía
Rodolfo Arias nació el 13 de agosto de 1963 en la Ciudad de México. Formalizó sus estudios en 1987 en el Centro Universitario de Teatro de la Universidad Nacional Autónoma de México.
Inició su carrera como actor, en la pantalla de Televisa con los melodramas Martín Garatuza, Teresa y La hora marcada. También participó en las series El abuelo y yo, Las secretas intenciones y Prisionera de amor.
En 1997, migra a TV Azteca donde participa en las telenovelas La chacala y Al norte del corazón. En esta empresa participa en las telenovelas Perla, El candidato, El amor no es como lo pintan, El país de las mujeres y Tan infinito como el desierto.
Años después participa en Top models, Amores cruzados, Se busca un hombre, Vivir por ti, Eternamente tuya y Vidas robadas.
En 2011, obtiene su primer protagónico en la serie de televisión Lucho en familia, donde interpretó a Lucio "Lucho".
En 2015, participa en Caminos de Guanajuato y en 2018, participa en Luis Miguel: la serie.
En 2021, participa en Un día para vivir y en 2022 en Lotería del crimen y La mujer del diablo.
En 2025, tiene participaciones en las series televisivas de TelevisaUnivision, El extraño retorno de Diana Salazar y Juegos de amor y poder.

## Trayectoria

### Cine
- Coraje (2022)
- Peligro en tu mirada (2021)
- Bodas de oro (2005)
- En las arenas negras (2003)
- Atlético San Pancho (2001)
- Su altesa serenísima (2000)
- El cometa (1999)
- Un embrujo (1998)
- Cilantro y perejil (1996)
- El anzuelo (1996)
- Crimen perfecto (1995)
- La vida conyugal (1993)
- Como agua para chocolate (1992)
- Sólo con tu pareja (1991)

### Cortometrajes
- Cabaret Voltaire (2003)
- El ombligo del mundo (2001)
- Así se quiere en Jalisco (1995)
- Decisiones (1993)
- Un toque angelical (1992)
- Un cielo cruel y una tierra colorada (1991)
- Noche de ronda (1990)
- Nadie es inocente (1990)

### Telenovelas y series
- Juegos de amor y poder (2025) - Manolo Briseño Cabello
- El extraño retorno de Diana Salazar (2025) - Dr. Miller
- Lotería del crimen (2022) - Gustavo Yañez
- La mujer del diablo (2022) - Porfirio
- Un día para vivir (2021) - Samuel
- Luis Miguel: la serie (2018) - Jaime Ortíz
- La hija pródiga (2017) - Jacobo Chacón del Valle
- Dos Lagos (2017) - Tomás
- Guerra de ídolos (2016) - Gabriel Treviño
- Un día cualquiera (2016) - Estuardo / Demetrio
- Caminos de Guanajuato (2015) - Alonso Rivero / Alfonso Rivero
- Sr. Ávila (2014) - Magallanes
- Vivir a destiempo (2013) - José Luis Cervantes
- Quererte así (2013) - Matías Santos
- Lucho en familia (2011) - Lucio "Lucho"
- Vidas robadas (2010) - Padre Adolfo
- Prófugas del destino (2010) - Eduardo Mendoza
- Lo que callamos las mujeres (2009)
- Eternamente tuya (2009) - Humberto Castelán
- Capadocia (2008) - Mariano Trejo
- Vivir por ti (2008) - Luis
- Se busca un hombre (2007) - Dario Peña
- Amores cruzados (2006) - Antonio
- Ni una vez más (2006)
- Top models (2005)
- La vida es una canción (2004)
- Tan infinito como el desierto (2004)
- El alma herida (2003) - Julián Salazar
- Ladrón de corazones (2003) - Carlos Iñarritú
- El país de las mujeres (2002)
- Lo que callamos las mujeres (2001)
- El amor no es como lo pintan (2000) - Pablo Rico
- El candidato (2000) - Lito Santoveña
- Perla (1999) - Pablo
- Al norte del corazón (1997) - Fernando
- La chacala (1997)
- Marisol (1996) - Nicolás
- Retrato de familia (1995-1996) - Julián
- Prisionera de amor (1994) - Efrén
- Las secretas intenciones (1992) - Salvador
- El abuelo y yo (1992) - Bruno
- La hora marcada (1989-1990)
- Teresa (1989)
- Martín Garatuza (1986)